# Marsjöns naturreservat
Marsjöns naturreservat är ett naturreservat i Flens kommun i Södermanlands län.
Området är naturskyddat sedan 2019 och är 79 hektar stort. Reservatet omfattar Marsjön och kringliggande våtmarker och sumpskog.

## Galleri

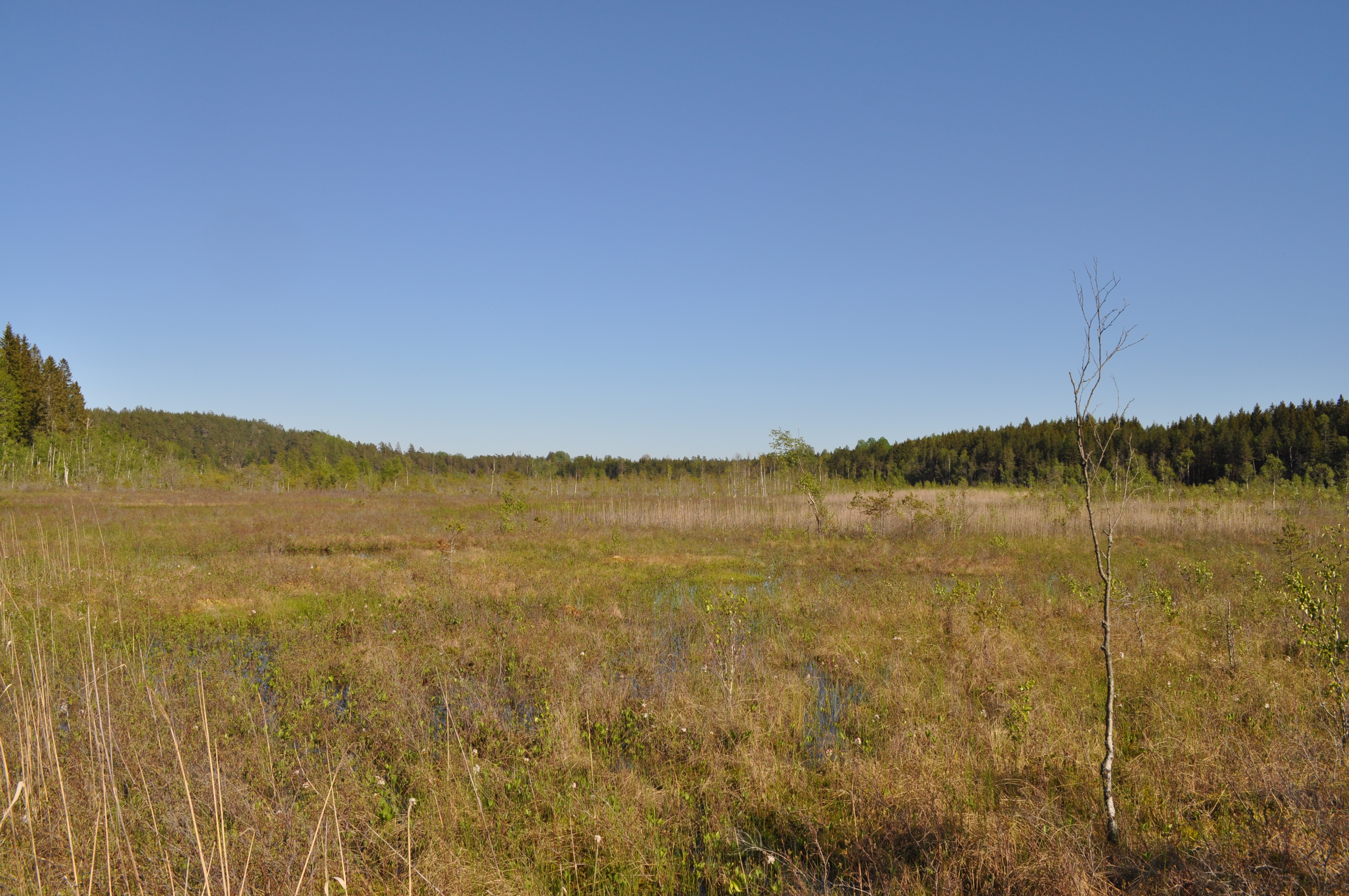
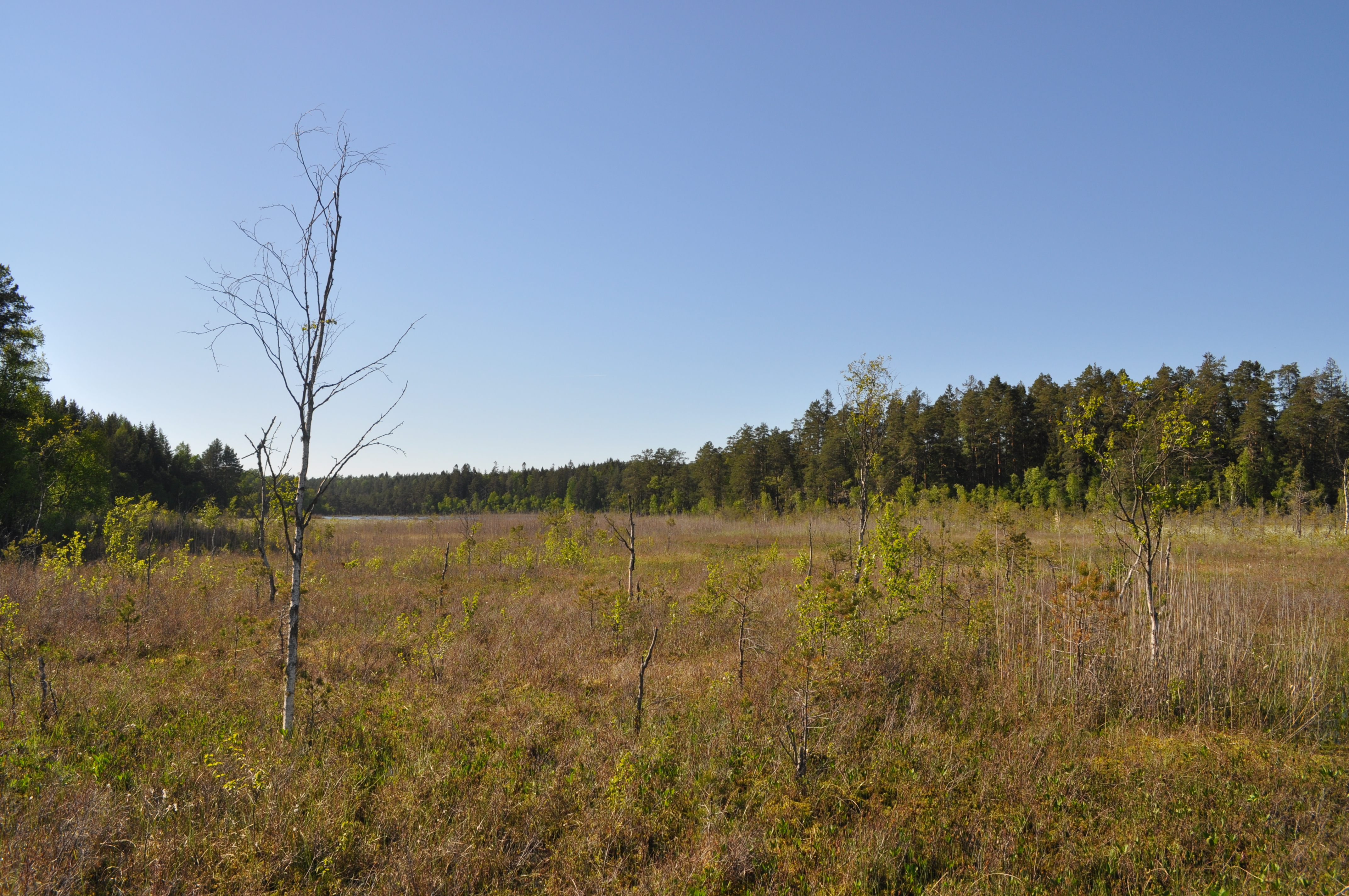
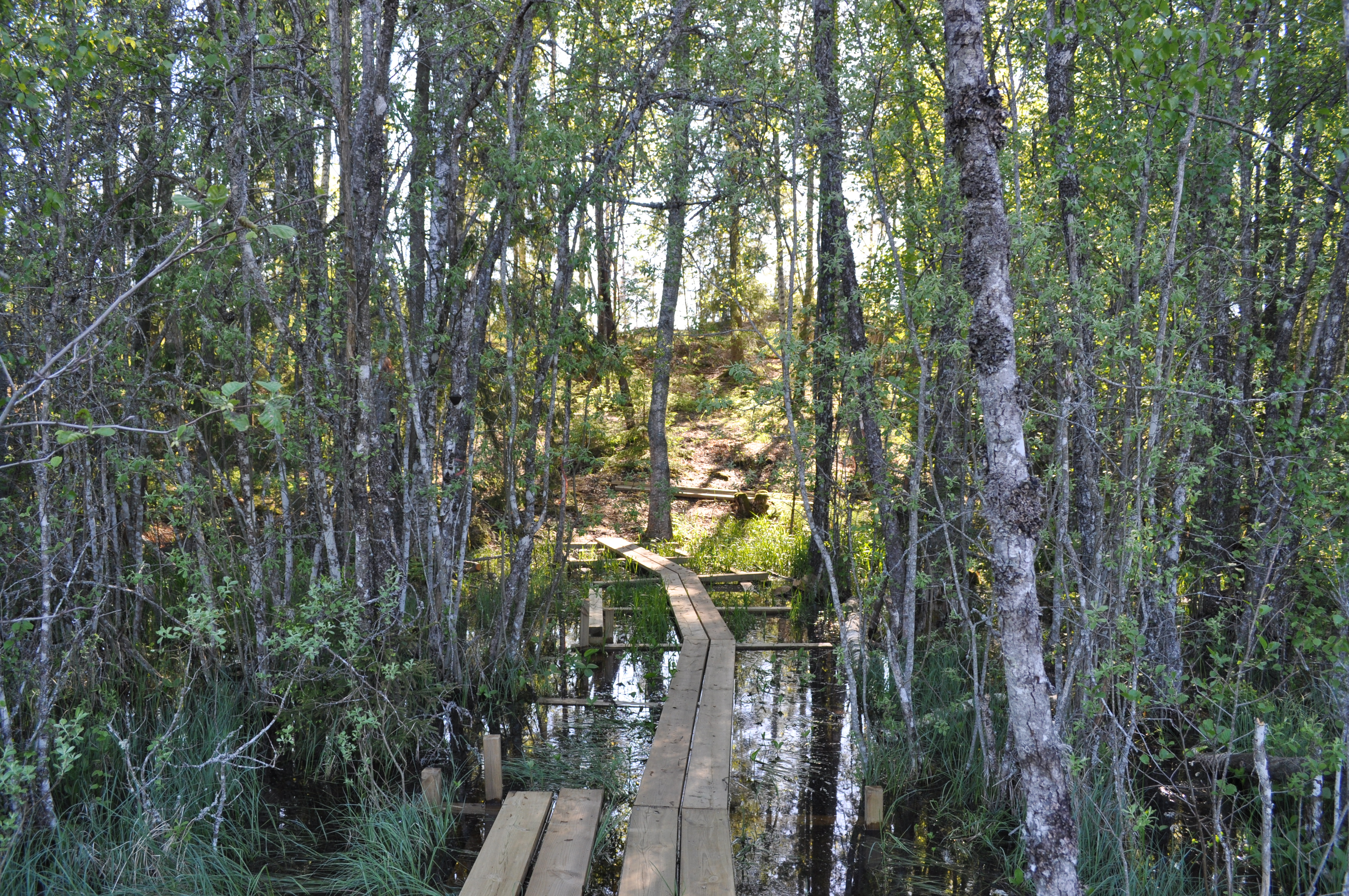